# 李克彝
李克彝（?—?），元朝大臣，元顺帝时中书平章政事。
李克彝开始是察罕帖木儿的部将，跟随参见镇压元末民变。至正十九年（1359年），察罕帖木儿指挥他，攻破汴梁（今河南省开封市），击走红巾军首领刘福通。至正二十七年（1367年），元朝朝廷削去王保保左丞相的职务和统兵权，受命以中书平章政事、内史统率河南诸军。至正二十八年（1368年），明朝大军攻入河南，放弃土地到陕西投奔李思齐，驻军岐山。最后归降明朝。